# جاناتان کوهن
جاناتان کوهن (به انگلیسی: Jonathan Cohen) (زاده ۱۶ ژوئن ۱۹۸۰) بازیگر فرانسوی است.
از کارهای معروف او می‌توان به بازی در فیلم های عشق کوانتومی، ارتش دزدان و آستریکس و اوبلیکس: پادشاهی میانه اشاره کرد.